# 羅東夜市
24°40′37″N 121°46′11″E / 24.6768504°N 121.7696393°E

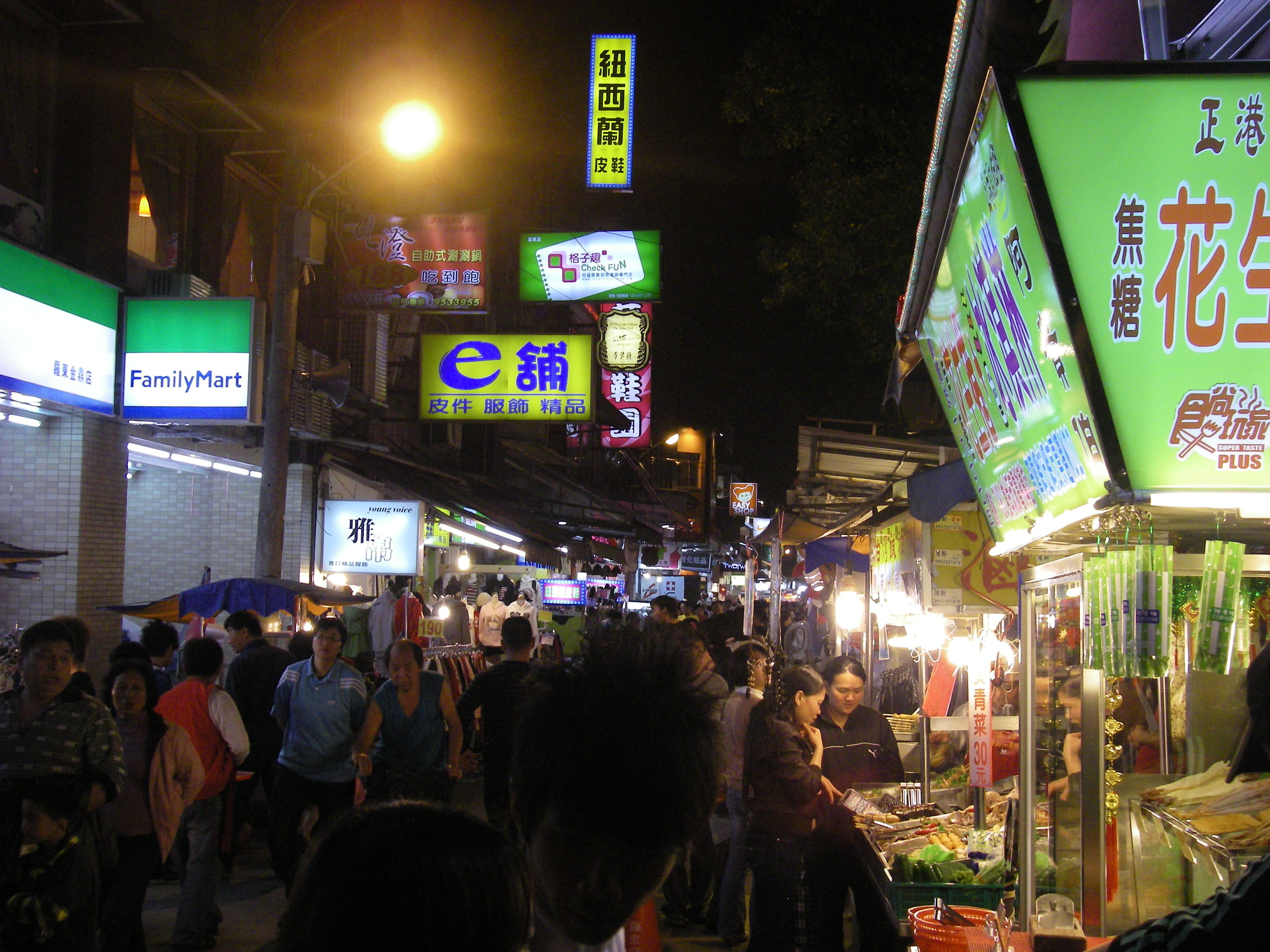
羅東夜市一隅

羅東夜市位於宜蘭縣羅東鎮中央的中山公園四周，形成一個全年無休的夜市，羅東鎮乃至宜蘭縣最繁華的商圈也依此處向外擴張。如今在宜蘭旅遊的觀光客時常在羅東住宿，在晚間的閒餘時間來到夜市逛街購物。於1990年代，鎮公所對其進行規劃，設立攤位，一改昔日雜亂的印象。現在羅東夜市已經成為宜蘭縣晚上最受歡迎的去處之一。

## 區域

### 主要範圍
- 攤販與店家：民生路、公園路、民權路
- 店家：天津路、振泰街、興東路、中山路三段

### 鄰近地標
- 中山公園（含羅東中山公園福德廟）
- 國光客運羅東站（已遷移至台灣鐵路管理局羅東車站後方）
- 羅東郵局
- 羅東鎮公所
- 羅東鎮警察局
- 羅東稅捐稽徵處
- 羅東鎮消防隊
- 民生市場大樓

## 特色

### 美食
- 包心粉圓[參⁠ 1]
- 創始人羊舖子羊肉湯[參⁠ 1]
- 羊舖子祖傳沙茶醬羊肉炒麵
- 卜鴨麵
- 冰雪雪花冰[參⁠ 1]
- 花生捲冰淇淋
- 蔥油餅
- 宜蘭蔥餅（並非蔥油餅）
- 龍鳳腿[參⁠ 1]
- 春捲
- 豆腐捲
- 臺灣沙茶炒麵
- 蚵仔煎
- 米苔目（上午販賣）
- 建宏豆花
- 油飯
- 魯味
- 烤肉
- 一串心[參⁠ 1]
- 檸檬愛玉
- 紅豆湯圓
- 貴族派
- 老王蔥捲餅
- 巧味冰庫
- 糕渣、卜肉
- 東山鴨頭

### 娛樂
- 塔羅牌占卜
- 蘭陽藝穗節（每年暑假）
- 湯姆熊
- 小時候彈珠
- 中山公園溜滑梯
- 中山公園小火車頭拍照
- 中山公園餵魚

### 起源
蘭陽戲院舊址即位於羅東夜市，當時電影散場後，即在附近吃夜宵，久而久之形成現在的羅東夜市。

### 榮譽
- 2010年獲交通部觀光局夜市選拔為最友善夜市（與基隆廟口夜市並列）

## 交通
- 開車：從台九線省道往宜蘭方向行駛，途經宜蘭市再續走台九線約九公里，即到羅東至興東路中山公園旁國光號客運羅東站（舊址）對面即達。
- 火車：台鐵羅東站前站下車，沿著公正路直走至興東路左轉約200公尺即達，目標在左手邊。
- 羅東鎮觀光巴士：沿途停靠站有：（起始站）忠孝新村、皇家公園海、羅東運動公園、觀天下、公正培英路口、國華國中、羅東高中、公正國小、羅東分局、台灣銀行羅東分行、民生市場、開元市場、博愛聖母醫院、南昌東街口、紐約市大樓、後火車站、孩子王大樓（終點站）。可在羅東分局站下車，往麥當勞方向步行約5分鐘，即可抵達。或在民生市場站下車，往主幼商場方向進入夜市。行駛時間是上午7時到中午12時、下午4時到晚上9時。約30分鐘一班。
- 首都客運縣轄公車261、262、281皆設有「羅東夜市」站。

## 外部連結
- 羅東夜市線上逛街Q版地圖 （页面存档备份，存于）
- 羅東觀光小鎮
- 羅東夜市3D版地圖 （页面存档备份，存于） 版權所屬 東寶複合式旅館